# Welcome Air
Welcome Air  era una aerolínea con base en Innsbruck, Austria.En 2005 esta aerolínea contaba con un volumen de ventas de 30 Mil €.

## Historia
El 14 de junio de 1995 Jakob Ringler, desde 1983 uno de los directores de Tyrolean Air Ambulance (fundada en 1963 como Aircraft Innsbruck), fundó Welcome Air Luftfahrt GmbH. 
A través de una compra por parte de la dirección en 2000, Tyrolean Air Ambulance (rebautizada entonces como Tyrol Air Ambulance), que tenía estrechos vínculos con la aerolínea local Tyrolean Airways así como con la compañía de helicópteros Heliair, pasó a formar parte de Welcome Air después de que este adquiriera la mayoría. El 22 de mayo de 2000 Welcome Air inició su primer vuelo con un Dornier 328 desde Innsbruck a Graz.
En 2009, Welcome Air fue adquirida por Lions Air Group (Suiza), que también se hizo con la mayoría de Air Alps. La empresa matriz Welcome Aviation Group se creó para fusionar las empresas Tyrol Air Ambulance, Air Alps y Welcome Air y sus oficinas centrales en una sola en Innsbruck.
En julio de 2011, Welcome Aviation Group anunció una reestructuración y, por lo tanto, Welcome Air concentrará sus actividades en vuelos chárter para empresas y eventos y pondrá fin al servicio Innsbruck-Graz durante todo el año, pero continuará con las operaciones de verano a Innsbruck/Graz-Olbia e Innsbruck-Niza por un tiempo. Air Alps, que mientras tanto cesó sus operaciones, concentró sus actividades en las operaciones programadas italianas en ese momento y Tyrol Air Ambulance en sus operaciones de ambulancia. Mientras tanto, Welcome Air cesó todas las operaciones programadas restantes y se concentró completamente en ofrecer servicios chárter europeos.
En febrero de 2015, Austrian Airlines anunció la rescisión de su contrato de arrendamiento con Welcome Air para sus vuelos Viena-Linz a partir del 31 de marzo de 2015. Austrian Airlines había iniciado un enlace ferroviario entre el aeropuerto de Linz y Viena solo unos meses antes, que fue bien recibido, lo que resultó en la reducción de cinco vuelos diarios. Welcome Air anunció posteriormente una reducción en el tamaño de la flota.
El 26 de diciembre de 2017, Welcome Air operó su último vuelo, un servicio chárter de Amberes a Innsbruck, y cesó todas las operaciones al día siguiente, lo que marcó el final de la aerolínea. El último avión Dornier 328 se puso a la venta después de que su antiguo avión hermano ya se hubiera trasladado a nuevos operadores. Su antigua subcompañía, el servicio de rescate aéreo y chárter Tyrol Air Ambulance, continuará sus operaciones y agregó otro avión para compensar el cierre de Welcome Air.

## Destinos
Welcome Air operaba los siguientes destinos regulares antes de concentrarse en operaciones chárter:
| Países       | Destinos         | Aeropuertos                                 | Notas                 |
| ------------ | ---------------- | ------------------------------------------- | --------------------- |
| Alemania     | Hannover         | Aeropuerto de Hannover                      |                       |
| Alemania     | Weeze            | Aeropuerto de Baja Renania                  | Estacional (invierno) |
| Austria      | Graz             | Aeropuerto de Graz                          |                       |
| Austria      | Innsbruck        | Aeropuerto de Innsbruck                     | HUB                   |
| Bélgica      | Amberes          | Aeropuerto de Amberes-Deurne                | Estacional (invierno) |
| Croacia      | Rijeka           | Aeropuerto de Rijeka                        | Estacional (verano)   |
| Francia      | Niza             | Aeropuerto Internacional de Niza-Costa Azul | Estacional (verano)   |
| Italia       | Alguer           | Aeropuerto de Alguer-Fertilia               | Estacional (verano)   |
| Italia       | Olbia            | Aeropuerto de Olbia-Costa Smeralda          | Estacional (verano)   |
| Noruega      | Kristiansand     | Aeropuerto de Kristiansand-Kjevik           |                       |
| Noruega      | Stavanger        | Aeropuerto de Stavanger-Sola                |                       |
| Países Bajos | Róterdam/La Haya | Aeropuerto de Róterdam-La Haya              | Estacional (invierno) |
| Suecia       | Gotemburgo       | Aeropuerto de Gotemburgo-Landvetter         |                       |

## Flota histórica
La flota de Welcome Air consistió en las siguientes aeronaves:
| Aeronaves                | Total | Introducido | Retirado | Matrículas              |
| ------------------------ | ----- | ----------- | -------- | ----------------------- |
| Dornier 328              | 3     | 2002        | 2017     | OE-GBB, OE-LIR y OE-LKB |
| Fairchild-Dornier 328JET | 2     | 2002        | 2011     | OE-HRJ y OE-LJR         |